# Antoine Léonard Chézy
Antoine Léonard Chézy (ur. 1 września 1718 w Châlons-sur-Marne, zm. 4 października 1798 w Paryżu) – francuski matematyk i inżynier. Był jednym z twórców hydrauliki. Jako inżynier zajmował się między innymi budową mostów i kanałów. Brał udział w budowie Kanału Burgundzkiego (Canal de Bourgogne). Przez ostatni rok życia kierował École nationale des ponts et chaussées, wyższą uczelnią techniczną w Paryżu.

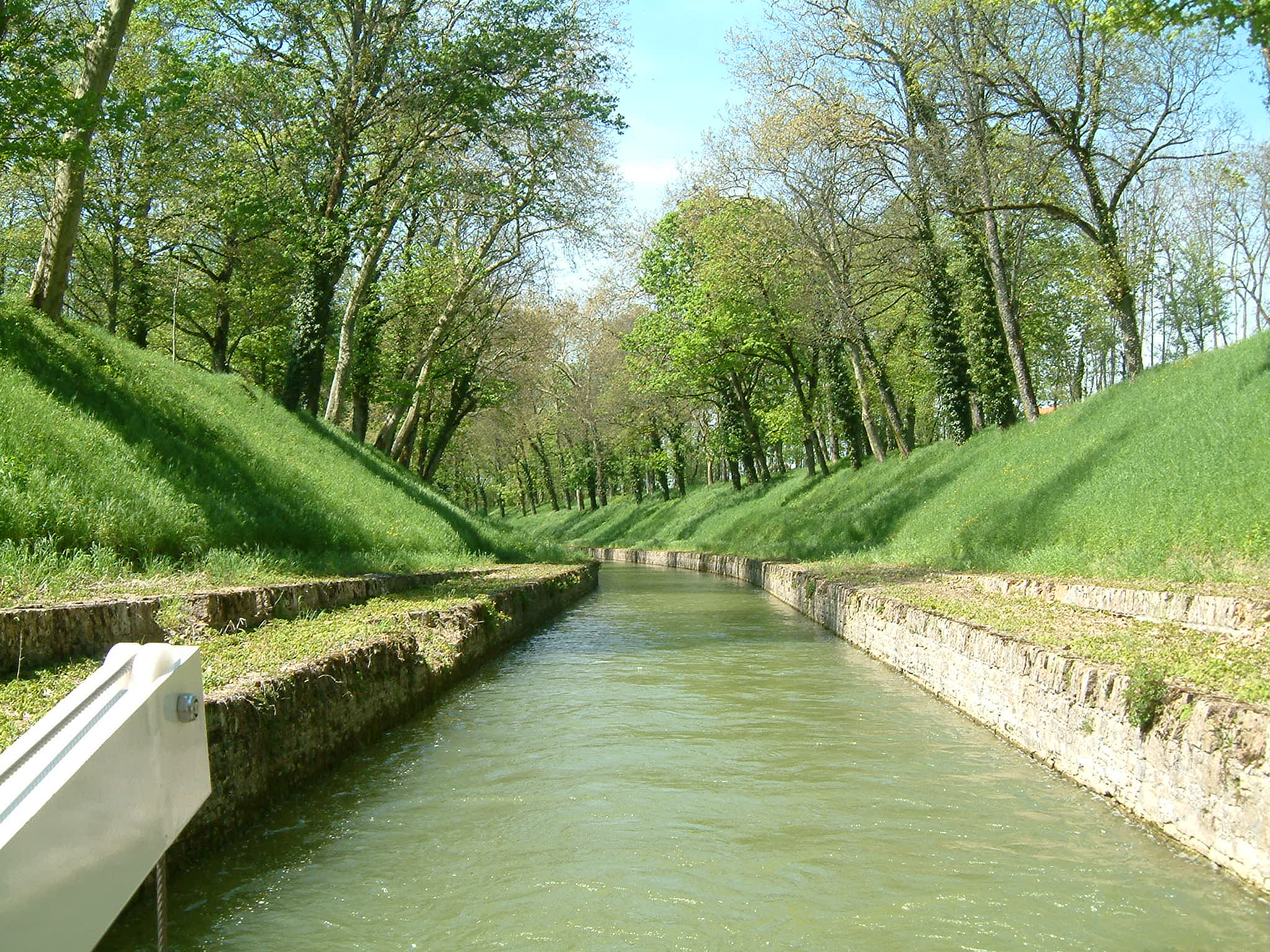
Kanał Burgundzki – przy jego budowie pracowali najwybitniejsi inżynierowie francuscy XVIII wieku, między innymi Antoine Léonard Chézy

Chézy skończył studia na École nationale des ponts et chaussées. Był niesłychanie skromnym człowiekiem. Współpracował z Jeanem Rodolphem Perronetem.